# Bella Familia – Umtausch ausgeschlossen
Bella Familia – Umtausch ausgeschlossen ist eine deutsche Filmkomödie von Edzard Onneken aus dem Jahr 2013 und die vierte Episode der Fernsehreihe Bella mit Andrea Sawatzki in der Hauptrolle.

## Handlung
Bei Bella Jung hat sich die neue Situation – ohne Mann und als alleinerziehende Mutter eines Patenkindes – allmählich eingespielt. Ihr Ex-Mann Martin ist inzwischen wegen einer neuen Stelle nach München gezogen, dafür wohnt ihre erwachsene Tochter Lena bei ihr und hat eine eigene Arbeitsstelle. Nun kämpft Bella um einen Platz in einer Kindertagesstätte, da auch sie tagsüber in ihrem Massagesalon arbeiten muss. Der Erfolg bleibt jedoch aus, dafür läuft es beruflich in „Bellas Oase“ immer besser. Ratlos, wie sie Toms Betreuung regeln soll, findet sich die überraschende Lösung bei einer ihrer Kundinnen, die sich spontan als Tagesmutter anbietet und was Bella dankend annimmt.
Eines Tages bekommt Bella unerwarteten Besuch von ihren betrunkenen Vater. Er hat sich seit über zehn Jahren weder um sie noch um ihre Schwestern Ines und Eva gekümmert. Nicht einmal zur Beerdigung ihrer Mutter war er erschienen und nun nistet sich Friedrich ungefragt bei Bella ein. Zu allem Überfluss spielt er auch noch leidenschaftlich Trompete und bringt Bella mit seiner Anwesenheit zur Weißglut. Kaum setzt sie ihn vor die Tür, findet er über seine Enkelin Lena wieder zurück. Friedrich versteht es, sie auf ihn neugierig zu machen, denn schließlich kennt sie ihn so gut wie gar nicht und möchte das Versäumte unbedingt nachholen. Ihr zuliebe willigt Bella ein, dass ihr Vater vorübergehend mit bei ihnen wohnt. Um diese Zeit so kurz wie möglich zu halten, nimmt sie sogar Kontakt mit Suzie auf, Friedrichs letzter Freundin, doch auch sie will ihn nicht zurück.
Bella versucht ihre Vergangenheit aufzuarbeiten und die Hintergründe des Verschwindens ihres Vaters zu verstehen. Er war damals schon mit Leib und Seele Musiker und der Musik zuliebe hatte er ein Engagement bei einer Band angenommen und seine Frau verlassen. Er dachte er würde reich und berühmt werden und seine Familie davon überzeugen, was in ihm steckt. Doch nichts dergleichen trat ein und heute lebt er auf der Straße als Musiker. Daher bemüht sich Bella, für ihren Vater ein neues Umfeld zu suchen. Doch seine Musikkarriere scheint beendet zu sein, als Friedrich einen leichten Schlaganfall erleidet und ins Krankenhaus muss. Der Arzt macht Bella klar, dass der Lebensstil ihres Vaters und die Anstrengungen, die nötig sind, um Trompete zu spielen, für Friedrich tödlich sein können. Auch wenn es Bella nicht will, macht sie sich doch Sorgen und sogar Martin kommt extra aus München. Sie möchte ihren Vater schon noch eine Weile auf dieser Welt wissen, weiß aber auch, dass sie ihm seine Musik nicht nehmen kann, denn die ist für ihn das Leben.
Bellas Schwester Eva gelingt es dagegen noch nicht, auf ihren Vater zuzugehen. Zu tief sitzt die Enttäuschung aus ihrer Kindheit.

## Hintergrund
Bella Familia – Umtausch ausgeschlossen wurde vom 23. Oktober 2012 bis zum 23. November 2012 in Berlin und Umgebung gedreht und hatte am 21. September 2013 in Deutschland seine Premiere auf ZDFneo. Bellas Tochter Lena wird in dieser Folge nicht mehr von Lotte Flack gespielt, sondern wurde durch die Schauspielerin  Lucie Hollmann ersetzt.

## Kritiken
Rainer Tittelbach von tittelbach.tv wertete: „‚Bella Familia – Umtausch ausgeschlossen‘ schlägt das vierte Kapitel zum Thema Bella und die Männer auf: Paten-Sohn Tom und Papa Friedrich ersetzen die Liebhaber. Die Biographie der Heldin wird vervollständigt, ihr Handeln wird dadurch plausibler – und, klar, der Vater hat viel verbockt. Die Tonlage ist etwas schwerer, der Film nicht ganz so kurzweilig. Die Handlung ergibt sich weniger beiläufig und locker aus dem Alltag und ist vorhersehbarer. Doch es gibt genügend wunderbare Szenen, die die ernsthafte ZDF-Komödie veredeln.“
Die Kritiker der Fernsehzeitschrift TV Spielfilm vergeben die beste Wertung (Daumen nach oben) und meinten: „Launiges Familienchaos mit Herz und toller Hauptdarstellerin.“ Fazit: „Von Bellas Chaos kriegen wir nie genug.“